# CCC (przedsiębiorstwo)
CCC S.A. (Grupa CCC) – spółka akcyjna z siedzibą w Polkowicach, oraz w Lubinie, w Legnickiej Specjalnej Strefie Ekonomicznej. Polskie przedsiębiorstwo, jedna z największych europejskich spółek i liderów rynku sprzedaży detalicznej w segmencie obuwia i odzieży. Na 23 rynkach Grupa CCC rozwija omnichannelowy model biznesowy, posiadając ok. 1200 sklepów stacjonarnych i silny e-commerce w 23 krajach pod markami CCC, HalfPrice, eobuwie, MODIVO, Worldbox i Boardriders.
W obszarze licencji światowych marek Grupa CCC podjęła współpracę z jednym z największych licencjodawców na świecie – Authentic Brands Group. Spółka powołała także Komitet Strategii i Rozwoju, ciało doradcze dla Zarządu, na którego czele stanął Jamie Salter, założyciel, Przewodniczący Authentic Brands Group.
Spółka CCC jest notowana na Giełdzie Papierów Wartościowych w Warszawie od 2004 roku i wchodzi w skład indeksu giełdowego WIG20. Jest też notowana w Indeksie Łukasiewicza INNOVATOR, który prezentuje i promuje spółki giełdowe rozwijające swój potencjał we współpracy z polskim sektorem naukowym.
Grupa CCC przez 4 kolejne lata uznawana jest za najbardziej zrównoważoną firmę obuwniczą na świecie (Most Sustainable Footwear Company) według World Finance Magazine. Raporty ESG Grupy CCC od 2020 roku są corocznie nagradzane w konkursie Forum Odpowiedzialnego Biznesu.

## Władze Grupy CCC[10]

### Zarząd
- Dariusz Miłek – Prezes Zarządu
- Karol Półtorak – Wiceprezes Zarządu
- Łukasz Stelmach – Wiceprezes Zarządu

### Rada Nadzorcza
- Wiesław Oleś – Przewodniczący Rady Nadzorczej
- Filip Gorczyca – Członek Rady Nadzorczej
- Zofia Dzik – Członek Rady Nadzorczej
- Piotr Kamiński – Członek Rady Nadzorczej
- Olaf Wojtas – Członek Rady Nadzorczej

## Historia[11]
2025
- CCC planuje budowę nowego centrum logistycznego, w które zainwestuje ok. 200 mln zł[12]

2024
- Sieć HalfPrice debiutuje na rynkach w Hiszpanii i Bułgarii. Marka tym samym obecna jest na trzynastu rynkach[13]
- Grupa CCC rozwija sieć sklepów z odzieżą sportową pod nazwą Worldbox[14]
- Grupa CCC z sukcesem zawiera umowę kredytu konsorcjalnego na optymalizację struktury finansowania bankowego Jednostki Biznesowej CCC (spółek CCC i HalfPrice), powiązaną z realizacją celów zrównoważonego rozwoju (ESG)[15]
- Grupa CCC przejmuje sieć sklepów Boardriders i poszerza portfolio marek licencyjnych o Roxy, DC Shoes, Quicksilver i Billabong[16]
- Dariusz Miłek Prezesem Zarządu wszystkich spółek Grupy: CCC S.A., Modivo S.A., HalfPrice sp. z o.o.[17]

2023
- Grupa CCC z oceną „AA” w ratingu MSCI ESG[18]
- Grupa CCC zostaje jednym z pięciu globalnych partnerów licencyjnych marki Reebok[19]

2022
- Uruchomienie marketplace Modivo – platformy do sprzedaży markowej mody premium przez partnerów biznesowych Modivo

2021
- Ogłoszenie Strategii Biznesowej GO.25 Everything fashion. Omnichannel platform[20]
- Debiut nowej sieci sklepów HalfPrice w Polsce oraz na 6 rynkach zagranicznych (stan na 04.22)[21]
- Restrukturyzacja działalności stacjonarnej Grupy CCC w Europie Zachodniej – sprzedaż spółki Karl Voegele oraz sklepów CCC Austria
- Otwarcie pierwszego stacjonarnego salonu eobuwie i Modivo poza granicami Polski. Sieć stacjonarna zadebiutowała w Pradze w Czechach[22]

2020
- Rating „A” przyznany CCC przez MSCI ESG – uznanie dla działań Grupy na rzecz zrównoważonego rozwoju[23]
- Uruchomienie nowego centrum logistycznego e-commerce w Zielonej Górze
- Wprowadzenie pierwszej zrównoważonej kolekcji obuwia „Go for nature”
- Ogłoszenie Strategii Biznesowej GO.22 oraz pierwszej kompleksowej Strategii Zrównoważonego Rozwoju GO.22[24]

2019
- Objęcie 100% akcji spółki GINO ROSSI S.A. z siedzibą w Słupsku. Produkty Gino Rossi pojawiają się w sklepach CCC[25]

2018
- Nowy obiekt o wysokości 22-metrów zwiększył powierzchnię magazynową kompleksu logistycznego CCC o dodatkowe 18 500 mkw., osiągając łącznie 100 tys. mkw. i możliwości magazynowe CCC S.A. na poziomie 23 mln par butów
- CCC jako pierwsza polska spółka w historii podpisuje globalne partnerstwo z UNICEF[26]
- Start usługi esize.me (projektu eobuwie.pl). Usługa opiera się na technologii skanowania stopy specjalnym skanerem 3D, tworząc trójwymiarowy model stóp zawierający takie parametry jak długość, szerokość oraz wysokość. Na podstawie takiego skanu, klient może bez przymierzania dopasować właściwy rozmiar butów[27]
- Nabycie pakietu większościowego DeeZee Sp. z o.o. – sklepu internetowego z obuwiem[28]
- Uruchomienie Centrum Badań i Rozwoju CCC w Polkowicach
- Przejęcie sieci sprzedaży franczyzowej w Rumunii
- Kontynuacja ekspansji CCC. Zawarcie umowy w zakresie sprzedaży produktów CCC w 6 krajach regionu Bliskiego Wschodu

2017
- Otwarcie regionalnego biura CCC w Warszawie

2016
- Nabycie przez spółkę zależną CCC Shoes & Bags Sp. z o.o. 75% udziałów w spółce rosyjskiej CCC Russia Sp. z o.o. z siedzibą w Moskwie, będącej wyłącznym dystrybutorem towarów CCC na rynku rosyjskim
- Serbia dołącza do krajów, gdzie oferowane są produkty CCC. Zarejestrowanie spółki zależnej CCC SHOES & BAGS d.o.o. Beograd – Stari Grad z siedzibą w Belgradzie
- CCC poprzez zakup blisko 75% udziałów w spółce eobuwie.pl (lider rynku e-commerce sprzedaży obuwia) wchodzi w świat zakupów online

2015
- Dołączenie do spółek z indeksu WIG20 na GPW w Warszawie

2014
- Bułgaria kolejnym krajem na mapie CCC. Utworzenie spółki zależnej CCC Shoes Bulgaria EOOD z siedzibą w Sofii

2013
- Początek ekspansji w Niemczech. Utworzenie spółki zależnej CCC Germany G.m.b.H. z siedzibą we Frankfurcie
- Utworzenie dwóch spółek zależnych: CCC Hrvatska d.o.o. z siedzibą w Zagrzebiu (Chorwacja) oraz CCC Obutev d.o.o. z siedzibą w Mariborze (Słowenia)
- Zarejestrowanie spółki zależnej CCC Austria Ges.m.b.H. z siedzibą w Grazu, która rozpoczęła ekspansję na rynkach Europy Zachodniej

2012
- Utworzenie spółki zależnej CCC Hungary Shoes Kft. z siedzibą w Budapeszcie, która jest odpowiedzialna za organizację sprzedaży na rynku węgierskim
- Utworzenie Spółki CCC OBUV S.K. s.r.o. (obecnie CCC Slovakia s.r.o.) z siedzibą w Bratysławie na terenie Republiki Słowackiej, w której CCC S.A. objęła 100% udziałów, stając się jedynym wspólnikiem. Obszarem działalności nowej spółki jest organizacja sieci i sprzedaży produktów pod marką CCC na terenie Republiki Słowackiej

2011
- Zakończenie budowy Centrum Logistycznego położonego w Legnickiej Specjalnej Strefie Ekonomicznej w Polkowicach, największej inwestycji w historii firmy. Nowoczesny, w pełni zautomatyzowany magazyn wysokiego składowania typu mini-load o łącznej powierzchni 23 050 m² stanowi największy tego typu obiekt w Europie Środkowej

2010
- CCC osiąga 1 mld przychodów ze sprzedaży

2005
- Fabryka w Polkowicach pierwszy raz w historii produkuje ponad milion par obuwia w jednym roku

2004
- Utworzenie pierwszej spółki zależnej za granicą – CCC Czech s.r.o. z siedzibą w Pradze. Podstawowy przedmiot działalności Spółki stanowi dystrybucja towarów na rynku czeskim
- Przekształcenie CCC Sp. z o.o. w CCC S.A. oraz przeprowadzenie oferty publicznej akcji i wprowadzenie ich od dnia 2 grudnia 2004 roku na Giełdę Papierów Wartościowych w Warszawie. Głównym akcjonariuszem i Prezesem Zarządu zostaje Dariusz Miłek

2001
- Oddanie do użytkowania nowej bazy magazynowej i siedziby firmy w Legnickiej Specjalnej Strefie Ekonomicznej w Polkowicach. W tym samym czasie powstaje fabryka obuwia CCC Factory Sp. z o.o., która rozpoczyna produkcję

1999
- Zarejestrowanie CCC Sp. z o. o., która na bazie własnego konceptu handlowego Cena Czyni Cuda (w skrócie „CCC”) w szybkim czasie rozpoczęła współpracę z ponad setką nowo pozyskanych franczyzobiorców

1996
- Od roku 1996 firma „Miłek” rozwijała pierwsze sklepy franczyzowe działające pod nazwą handlową „Żółta Stopa”[29]
- Lata 90. Początki działalności obecnej Grupy CCC sięgają pierwszej połowy lat 90., kiedy powstała Firma Handlowa „Miłek” zajmująca się detalicznym i hurtowym handlem obuwia

## Nagrody i wyróżnienia[30]
2024
- Raport Zrównoważonego Rozwoju Grupy CCC otrzymuje wyróżnienie w konkursie "Raporty Zrównoważonego Rozwoju" Forum Odpowiedzialnego Biznesu
- Raport Grupy CCC za 2023 rok z nagrodą specjalną za „Najlepszy raport zrównoważonego rozwoju” w grupie „Przedsiębiorstwa” w konkursie
- organizowanym przez Instytut Rachunkowości i Podatków
- CCC jedną z najbardziej zaufanych firm światowego retailu według międzynarodowego rankingu „World’s most trustworthy companies”

2023
- Grupa CCC otrzymała ocenę AA w ratingu MSCI ESG, dwa lata wcześniej niż planowano, tym samym dołączając do światowej czołówki firm wyróżniających się działalnością na rzecz zrównoważonego rozwoju
- Po raz trzeci Grupa CCC zajęła 1. miejsce w rankingu Spółek Świadomych Klimatycznie
- Raport Niefinansowy Grupy CCC wyróżniony po raz trzeci z rzędu w konkursie „Raporty Zrównoważonego Rozwoju”
- CCC otrzymuje Złoty Listek CSR za konsekwentne wybieranie zrównoważonego rozwoju jako kluczowego elementu strategii biznesowych oraz relacji z interesariuszami
- Badanie Diversity IN Check umieściło Grupę CCC na 4. miejscu na liście pracodawców najbardziej zaawansowanych w zakresie zarządzania różnorodnością i inkluzji w Polsce

2022
- Grupa CCC została trzeci rok z rzędu nagrodzona tytułem „Etyczna Firma”, dzięki czemu otrzymała tytuł „SuperEtycznej”
- Za komunikację projektu „Daj swoim butom drugie życie” Grupa CCC otrzymała Złoty Spinacz w konkursie organizowanym przez Związek Firm Public Relations
- Raport Niefinansowy Grupy CCC „EXPERIENCCCE” zdobył nagrodę główną w konkursie Raporty Zrównoważonego Rozwoju

2021
- CCC otrzymało Srebrny Listek CSR POLITYKI w X edycji zestawienia Złotych, Srebrnych i Białych Listków CSR POLITYKI
- nagrody w konkursie CEE Retail Awards 2021: „Retailer of the year” dla HalfPrice – najlepszy sprzedawca w regionie w 2021; „Newcomer” dla HalfPrice – najlepszy debiut na rynku sprzedaży detalicznej; „Online Retailer of the Year” dla eobuwie.pl – najlepszy sklep internetowy; „Online Retailer of the Year” dla Modivo – najlepszy sklep internetowy
- IAB Mixx Awards 2021, Grupa CCC ze złotą statuetką w kategorii „Performance Marketing” oraz wyróżnieniem w kategorii „Commerce”
- CCC i eobuwie.pl na pierwszym miejscu rankingu Polskiego Instytut Badań Jakości 2021
- Grupa CCC z pierwszym miejscem w raportowaniu kwestii klimatycznych w badaniu „Benchmark Strategii Klimatycznych”. Ranking został opracowany przez Go Responsible Sp. z o.o. przy współpracy z Centrum UNEP/GRID-Warszawa
- CCC w finale Digital Excellence Awards 2021 w kategorii Digital Strategic Perspective
- nagrody w konkursie wyróżniającym dyrektorów i zespoły e-commerce – Dyrektor e-Commerce Roku 2020/2021
- Raport Niefinansowy Grupy CCC wyróżniony w konkursie Raporty Zrównoważonego Rozwoju organizowanym przez Forum Odpowiedzialnego Biznesu oraz Deloitte Polska
- Grupa CCC została doceniona w konkursie Performance Marketing Diamonds CEE organizowanym przez Izbę Gospodarki Elektronicznej wygrywając w kategoriach: The Most Effective Sem Campaign The Most Effective Video Campaign, Special Award For Creative Mobile Performance
- Grupa CCC zdobyła aż dwie nagrody w konkursie „The Best Annual Report 2020”
- nagrody w konkursie wyróżniającym dyrektorów i zespoły e-commerce – Dyrektor e-Commerce Roku 2020 (przyznane w trzech kategoriach)
- Ranking Odpowiedzialnych Firm – 2. miejsce w klasyfikacji branżowej: dobra konsumpcyjne, farmacja; 5. miejsce w klasyfikacji ogólnej
- Srebrny Listek CSR Polityki
- „NAJLEPSZY SERWIS IR” w kategorii Spółki duże w XIII edycji Konkursu Złota Strona Emitenta organizowanego przez Stowarzyszenie Emitentów Giełdowych

2020
- wyróżnienie w międzynarodowym konkursie World Finance Sustainability Awards 2020 w kategorii Footwear Industry
- nagrody główne dla CCC – Best e-Commerce Retailer i Eobuwie.pl – Best in cross-border w konkursie e-Commerce Polska Awards 2020

2019
- Nagroda Omnichannel Innowator 30-lecia 2019 przyznana przez European Conferences United, organizatora Poland & CEE Retail Summit

- Medal 100-lecia Odzyskania Niepodległości 2019
- Statuetka „Orła Białego”, Godło Promocyjne Fundacji Orła Białego 2019
- 5. miejsce w Rankingu Odpowiedzialnych Firm organizowanym przez Forum Odpowiedzialnego Biznesu
- Wyróżnienie w ankiecie Transparentna Spółka Roku organizowanej przez Instytut Rachunkowości i Podatków wspólnie z Gazetą Giełdy Parkiet
- Tytuł Honorowy II stopnia za szczególne zasługi dla Wyższej Szkoły Zawodowej im. Witelona w Legnicy
- Zwycięzca e-Commerce Polska Awards 2019 w kategorii Best on Mobile organizowanym przez Izbę Gospodarki Elektronicznej
- miejsce w rankingu Top Marka w kategorii Obuwie organizowanym przez magazyn Press
- Nagroda Fabryka Roku 2019 w kategorii Badania i Rozwój organizowanym przez Wydawnictwo Trade Media
- Nagroda Polska Firma Międzynarodowy Czempion w kategorii Inwestor w konkursie organizowanym przez Puls Biznesu

2018
- Orzeł Wprost 2018 w kategorii Lider Biznesu.
- Giełdowa Spółka Roku 2018 przyznawana przez Puls Biznesu: I miejsce w kat. „Kompetencje zarządu”, III miejsce w kat. „Sukces w 2018 roku”
- Nagroda Amicus Consumentium 2018 za udział w polubownym rozwiązywaniu sporów konsumenckich przyznana przez UOKiK

2017
- Nagroda EUROPEAN CEO AWARDS 2017 dla Prezesa CCC S.A.

2016
- Nagroda Index of Success 2016 za dynamiczny wzrost i ekspansję zagraniczną
- Nagroda Polskiej Rady Biznesu im. Jana Wejcherta w kategorii Sukces dla Prezesa CCC S.A.

2015
- Nagroda Orzeł Rzeczpospolitej 2015 w kategorii firm infrastrukturalnych, handlowych i usługowych

2014
- I miejsce w rankingu Giełdowa Spółka Roku 2014 organizowanym przez Puls Biznesu w kategorii „Sukces 2014”
- Nagroda dla jednej z dziesięciu najlepszych spółek giełdowych w rankingu Giełdowa Spółka Roku 2014 organizowanym przez Puls Biznesu
- Nagroda dla Prezesa CCC S.A. w kategorii Ambasador Sportu Wolnej Polski